# توق (مسلسل)
توق مسلسل تاريخي سوري مقتبس عن رواية (توق) للشاعر الأمير بدر بن عبد المحسن آل سعود.عرض سنة 2011. وهو من إخراج شوقي الماجري وسيناريو عدنان العودة.

## القصة
هيلين روز” هي عالمة آثار اسكتلندية عاشت طفولة غريبة، تعلمت في أحلامها اللغة الآرامية التي لا تجيدها إلا قبيلة تعيش في ريف دمشق ويقال أنها لغة السيد المسيح، تأتي الفرصة لهيلين أخيرا لزيارة الشرق وتحقيق حلمها بالانضمام إلي بعثة أثار تقوم بالتنقيب عن الآثار في مدينة القدس.

## طاقم العمل
- عبد المحسن النمر
- غسان مسعود
- محمود قابيل
- سلافة معمار
- غزوان الصفدي
- أحمد الأحمد
- نادرة عمران
- منذر رياحنة
- عبد الكريم قواسمي

## الأشعار

### يا بنت
يا بنت جيتك وانا عطشان
يا بنت جيتك وانا عطشان
بقول بالله تسقيني
مديت كفي وانا شفقان
لين التقت عينك بعيني
شربت في نظرتك غدران
لا يا بعد باقي سنيني

### القمر ظلّك
يذكرني القمر ظلك عجب ياللي ظلالك نور…
وانا اللي ماعرفت الليل لولا عتمة أهدابك…
حبستك في السما شمس وعلى وجه السحاب طيور…
ونخيلٍ باسقٍ يشرب رضاك ويعطش اعتابك…
وجلست اناظرك مارفّ لي جفن تقل مسحور…
اقول ان الجمال انتي.. وكل العشق بأسبابك …
هقيت اني ملكتك ما دريت ان الأماني غرور…
و انك في يدي لين انتحى بي الوقت واقفا بك…
سقى الله يوم كان أكبر همومك خاطري المكسور…
وكنت الضي في عينك وكنت السقم في ثيابك …
و سقى الله يوم كنتي الأرض انهار وشجر وقصور…
ديارٍ نورها من طاقتك، واحلامها بابك…
عيوني !! يا شقى عيوني من الجذب الموات البور
اراضي ما بها الا ما ذوى وانهد فغيابك…
احبك.. كان لي قلبٍ يجض من الجفا مقهور…
و صار اليوم يفرح، لو لقى به عذر يشقى بك…

### شمس عليها شمس
شمساً عليها شمس
و جمره على جمره
ارض مثل جره
و مليانه الرمل
و قلوب مصفره
نكسرها كل خطوه
نكسرها كل لفة
هذا الزمان اغبار
له لحظتين أمطار
موت العطش مرات
و موت الغرق مره